# Bigelow Aerospace
Bigelow Aerospace è una impresa startup di tecnologie spaziali con sede a North Las Vegas in Nevada, pioniera nei moduli per stazioni spaziali espandibili.
Fu fondata nel 1998 da Robert Bigelow e finanziata in gran parte da quanto guadagnato dalla sua catena di hotel Budget Suites of America.
Dal 2013 ha investito 250 milioni di dollari statunitensi nella società. Bigelow è pioniera in questo nuovo mercato degli spazi abitativi flessibili e configurabili per le stazioni spaziali.

## Storia
Nel marzo 2020, Robert Bigelow ha licenziato tutti i suoi dipendenti, 88 in totale, a causa del COVID-19.

## Moduli abitabili
- Genesis I
- Genesis II
- Sundancer
- Bigelow Expandable Activity Module per la ISS
- B330
- Modello concettuale BA 2100